# Shanai

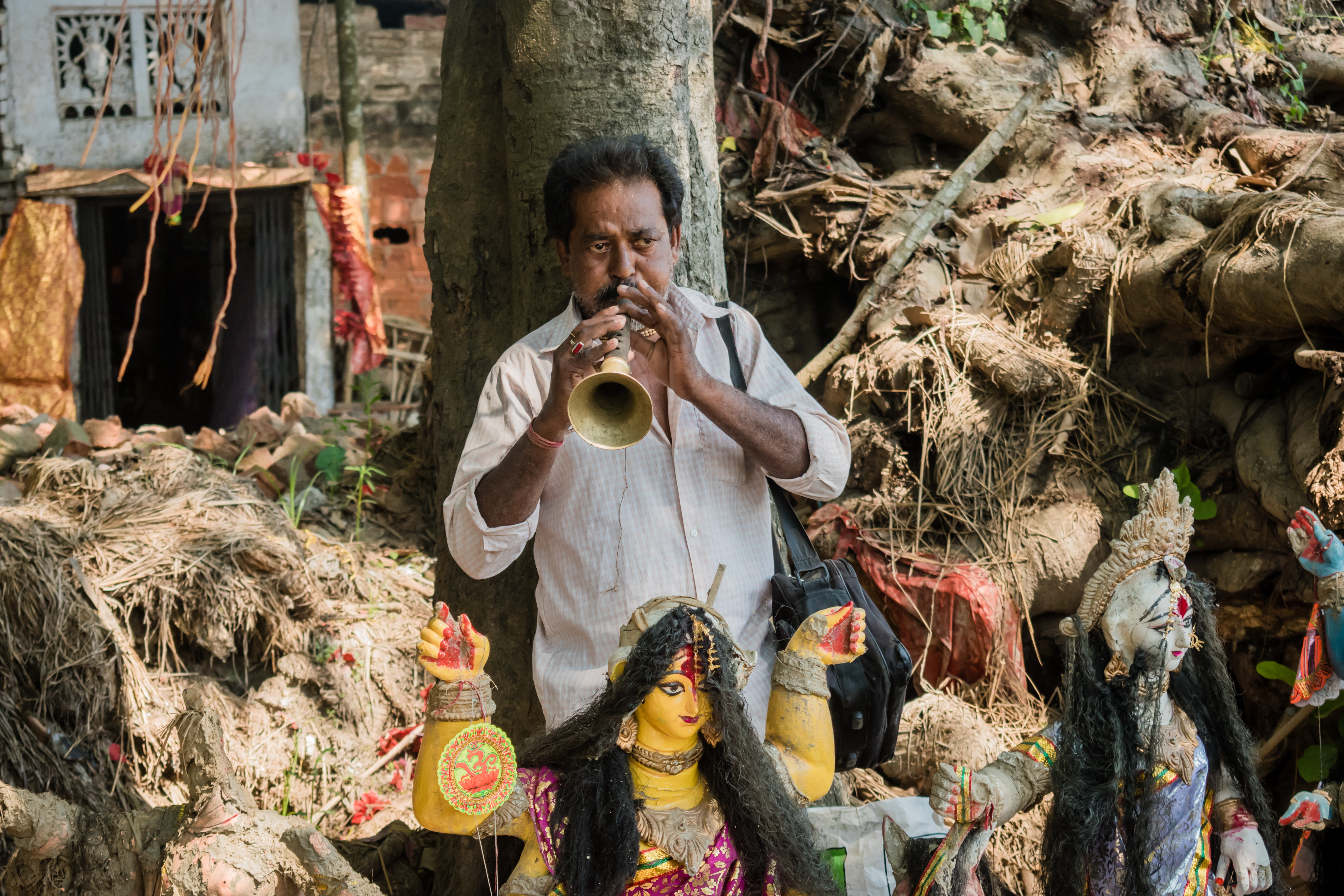
Un suonatore tribale di shehnai in India.

Lo shanai (o shanaj, shehnai) è uno strumento musicale aerofono simile per forma al flauto e all'oboe; originario delle civiltà medio orientali ed europee è largamente usato in India per matrimoni e processioni: il suo suono è infatti ritenuto propiziatorio. 
Lo strumento, di forma leggermente conica, presenta più fori (da sei a nove); ha doppia ancia (come un oboe moderno) ricavata da una canna secca, questo gli consente di avere un suono molto potente e anche per questo lo shanai è solitamente suonato in luoghi aperti. 
È diffuso in Turchia e Persia con il nome di zurna e surnay.
Il musicista più famoso che ha portato lo shanai in occidente è Dave Mason dei Traffic.